# Obléhání Paříže (856)
Obléhání Paříže v roce 856 bylo druhé obléhání Vikingy v dějinách města. Obléhání skončilo vydrancováním města.

## Historie
V květnu 841 dánský Viking Oscher pronikl po Seině do Rouenu, které 12. května dobyl a  vyplenil, stejně jako klášter Jumièges. Tím začala série útoků Vikingů plavících se do vnitrozemí po řekách. Anály svatého Bertina dokládají, že Dánové napadli Lutetii, vypálili baziliku sv. Petra a sv. Genevièvy a všechny ostatní kostely kromě kostela Saint-Étienne, kostela Saint-Vincent a Saint-Germain a baziliky Saint-Denis, které se vykoupily velkými částkami peněz.